# Zgromadzenie Ustawodawcze Terytorium Północnego
Zgromadzenie Ustawodawcze Terytorium Północnego (Northern Territory Legislative Assembly) – główny organ władzy ustawodawczej w Terytorium Północnym w Australii. Jest ciałem jednoizbowym i liczy 25 członków, wybieranych na cztery lata z zastosowaniem ordynacji preferencyjnej.
Zgromadzenie powstało w 1974 jako pierwszy w historii Terytorium w pełni wybieralny parlament. Zastąpiło istniejącą od 1947 Radę Ustawodawczą, pochodzącą częściowo z wyboru, a częściowo z nominacji. Od 1979 Zgromadzenie ma uprawnienia bardzo zbliżone do parlamentów stanowych, choć – w przeciwieństwie do nich – jego akty mogą podlegać uchyleniu przez parlament federalny. W praktyce procedura ta stosowana jest sporadycznie, ale nie zaniechano jej całkowicie. Uchylone zostało m.in. ustawodawstwo dopuszczające eutanazję.
Przywódca większości w Zgromadzeniu tradycyjnie obejmuje stanowisko szefa ministrów. 

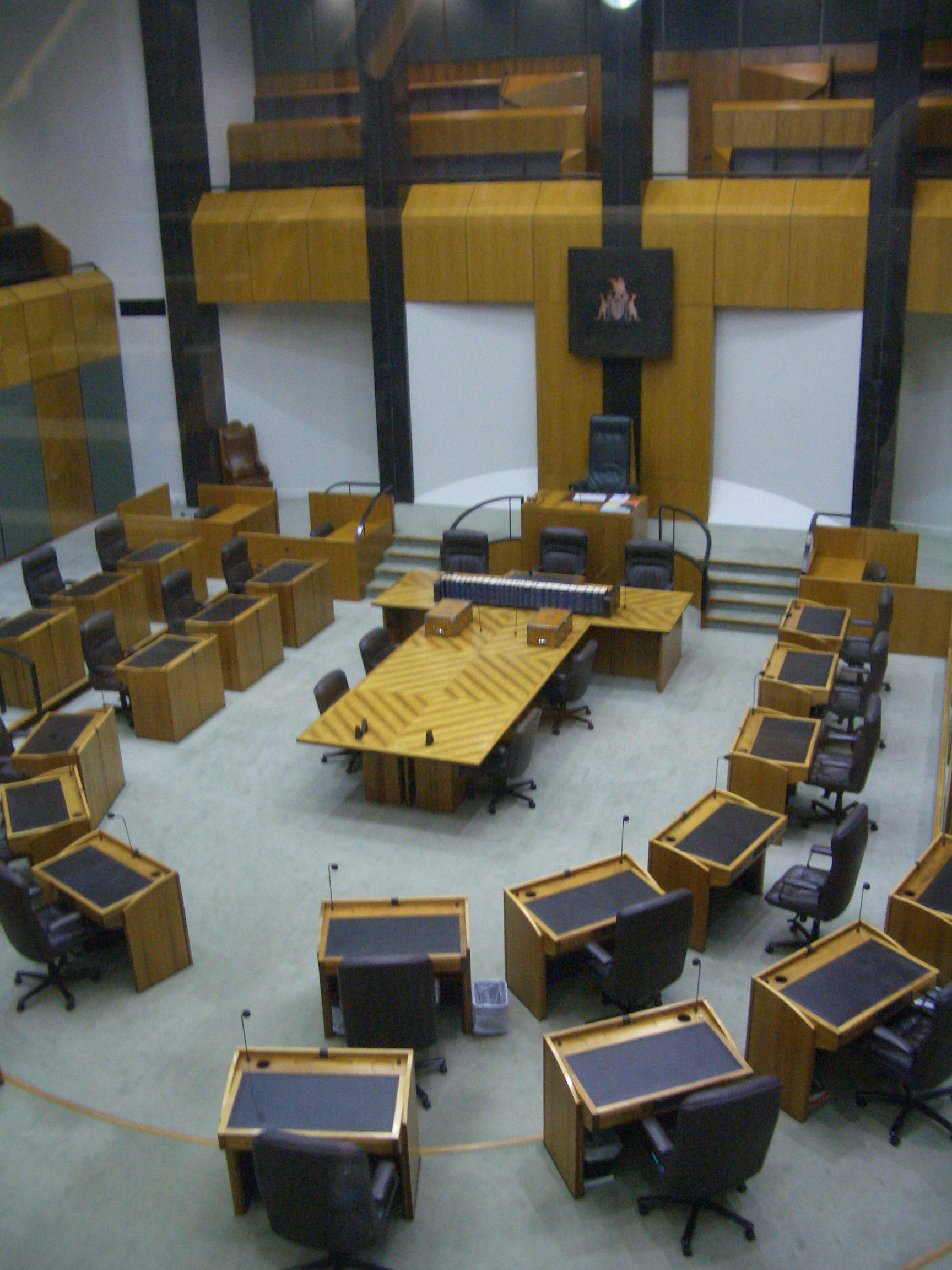
Sala posiedzeń Zgromadzenia